# Toye Sandberg
Tor Karl Johan (Toye) Sandberg, född 10 december 1900 i Uppsala, död 2 juni 1964 i Stockholm, var en svensk tecknare och målare.
Han var 1930–1948 gift med Ingeborg Viola Molin. Sandberg var huvudsakligen verksam som tecknare och illustratör. Separat ställde han ut på Gummesons konsthall och tillsammans med Bertil Järnstedt på Galerie S:t Lucas i Stockholm. Han medverkade i grupp- och samlingsutställningar med olika konstföreningar. Han medarbetade i tidskrifterna Kasper och Folket i bild. Som bokillustratör illustrerade han bland annat Poes Sällsamma historier och Gustaf Rune Eriks Bortom orden.